# Syn Jazdona
Syn Jazdona: powieść historyczna z czasów Bolesława Wstydliwego i Leszka Czarnego – powieść historyczna Józefa Ignacego Kraszewskiego wydana po raz pierwszy w 1880 roku, należąca do cyklu Dzieje Polski.

## Treść
Akcja rozpoczyna się w 1241 roku, w chwili kiedy tytułowy bohater imieniem Pawlik, syn możnowładcy - Jazdona herbu Półkoza, ma 19 lat. Autor ukazuje go jako lekkoducha i okrutnika trawiącego czas na zabawach i pijaństwie, dotkliwie dający się we znaki okolicznej ludności, przez budzące grozę wybryki. Kiedy na ziemie polskie najeżdżają Tatarzy, Pawlik bierze udział w walce, mężnie walcząc w bitwie pod Legnicą, gdzie cudem unika śmierci. Jednakże te przeżycia nie zmieniają jego charakteru.

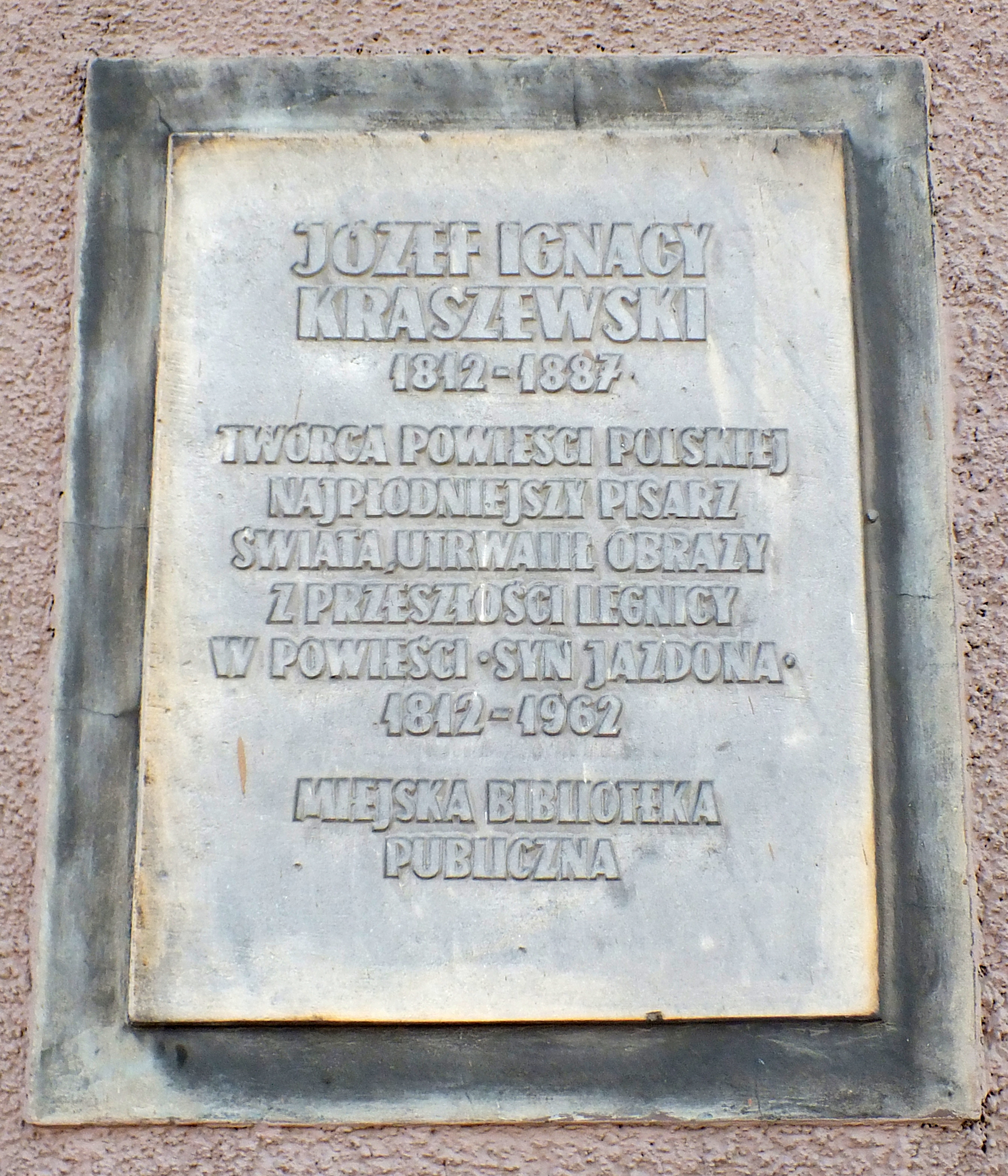
Tablica upamiętniająca Józefa Ignacego Kraszewskiego w Legnicy

Następnie jest rok 1266. Ponownie widzimy Pawlika, który wykorzystując podstęp, intrygi, przekupstwo na olbrzymią skalę, zostaje przez kapitułę wybrany biskupem krakowskim. Charakteru Pawła z Przemankowa bynajmniej fakt ów nie zmienia na lepsze. Jest człowiekiem pełnym pychy, butnym, aroganckim i bezwzględnym. Nie istnieją dla niego żadne wartości moralne, nie waha się popełnić żadnej zbrodni.